# Князівство Музака
Князівство Музака (албанською: Principata e Muzakajve) — незалежне князівство під владою албанської родини Музака зі столицею в Бераті, що охоплювало території в Центральній і Південній Албанії, Західній Македонії та Північній Греції. Одним із перших правителів був Андреа I Музака, правління якого визнав візантійський імператор. Під час битви при Саврі османи захопили Берат у Бальші II разом з Круєю та Ульцинем. Незабаром вони відступили з усіх цих міст, зберігаючи під своїм постійним контролем лише Касторію. Деякі джерела пояснюють, що османи, ймовірно, залишилися в Бераті з наміром використовувати його як плацдарм для захоплення Валони. У 1396 році родина Музака взяла під контроль Берат. 1417 року території князівства, включаючи Вльору та Берат, увійшли до складу Османської імперії.

## Історія
Невідомо, коли родина Музака почала правити Бератом, однак одним із перших відомих правителів, відомих дотепер, є Андреа I Музака, який правив регіоном Музеке. Князівство Берат поділяється на два періоди часу: з 1279 по 1343 рік і з 1355 по 1417 рік. Андреа I Музака встановив де-факто незалежне правління над Бератом, він також був офіційно визнаний візантійським імператором Андроніком II Палеологом, оскільки він мав високий візантійський придворний титул севастократора. Деякі відомі регіони, які входили до складу Князівства Берат протягом цього періоду: Деволл, Берат, Скрапар, Томоріка, Селаніка, Мізеке, Корче тощо.
Князівство Берат досягло піку своєї могутності під час правління Андреа II Музаки, який, за хронікою Гьона Музаки, переміг короля Вукашина і був нагороджений імператором Константинополя титулом деспота, другим за висотою титулом трохи нижче. до імператора. Андреа II розширив свою територію до максимального обсягу: від Адріатичного моря між річками Вйоса та Деволл на схід, включаючи Корчу. У 1343 році князівство Берат було завойоване новою Сербською імперією, але було відтворено після падіння цієї імперії в 1355 році. У союзі з Юраджем I Балшичем і великим володарем Охрида Андреа Гропою в 1372 році Андреа Музака у князя Марка зумів завоювати Костур. Після смерті Андреа правління перейшло до його сина Теодора II Музаки. 1389 року відбулася Косова битва, яка мала великий вплив на князівство, як і на всі інші албанські князівства того часу. 1417 року Берат був завойований Османською імперією, але сім'я Музак ненадовго відновила контроль над центральною Албанією в 1444 році після союзу зі Скандербегом у Лезькій лізі, однак через 6 років їх територія врешті була включена до Османської імперії, яка покладе кінець багатовіковому правлінню знатного роду Музака в Бераті.

## Монархи
| Портрет | Титул та ім'я                                  | Правління        | Примітки |
| ------- | ---------------------------------------------- | ---------------- | --- |
|         | Севастократор і маршал Албанії Андреа I Музака | 1279 — 1319 роки | Отримав від візантійського імператора титул севастократор. Його правління було де-факто незалежним до 1319 року. |
|         | Протозебаст Теодор І Музака                    | 1319 — 1331 роки | Син Андреа I Музаки |
|         | Деспот Албанії Андреа II Музака                | 1331 — 1372 роки | Андреа II, як і його батько, виконував роль титулярного маршала Анжуйців в Албанії. Крім того, що анжуйці визнали його як despotus Regni Albaniae (деспот Королівства Албанія) і маршала Албанії, він також мав кілька інших титулів, у тому числі севастократора. |
|         | Князь Бератський Теодор II Музака              | 1372 — 1389 роки | Син Андреа II. Брав участь у Косовській битві. Теодор II вів територіальну суперечку за Костур із князем Марком, і через цю суперечку в сербській епічній поезії він згадувався як Муса Кеседжія.                                                                  |
|         | Володар Берата Андреа III Музака               | 1389 — 1396 роки | |
|         | Володар Берата Теодор III Музака               | 1396 — 1450 роки | Албанський шляхтич, який очолював повстання 1437–38 років проти османів і був одним із засновників Лезької ліги 1444 року. |